# Giambattista Croci
Pas d'image ? Cliquez ici

a Compétitions nationales et continentales officielles uniquement.

b Matchs officiels uniquement.
Dernière mise à jour le 8 mai 2012.
Giambattista Croci, né le 28 juillet 1965 à San Benedetto del Tronto dans la province d'Ascoli Piceno dans les Marches, est un joueur italien de rugby à XV, qui a évolué au poste de deuxième ligne. 

## Biographie
Giambattista Croci a honoré sa première cape internationale le 30 septembre 1990 avec l'équipe d'Italie contre l'Espagne, retenu par le sélectionneur Bertrand Fourcade.
Il connaît 24 sélections. Il a joué le 22 mars 1997 contre l'équipe de France à Grenoble pour une victoire historique 40-32 contre une équipe qui vient de réaliser le grand chelem dans le Tournoi. Il est à la conclusion d'une action remarquable lors de cette rencontre. En Italie, il a remporté cinq fois le titre suprême, le championnat d'Italie de rugby à XV avec notamment l'Amatori Rugby Milan. Il a pu côtoyer à Milan des joueurs comme Diego Domínguez et David Campese.

## Sélection nationale
- 24 sélections avec l'Italie
- 13 points (3 essais)
- Sélections par année : 4 en 1990, 7 en 1991, 2 en 1992, 1 en 1993, 1 en 1996, 7 en 1997, 2 en 1998
- Coupe du monde de rugby disputée : 1991.

## Palmarès
- Champion d'Europe: Coupe FIRA 1995-1997 (Italie)
- Champion d'Italie : 1993, 1995, 1996 (Milan)
- Coupe d'Italie: 1995 (Milan)